# Choll (Ngaraard)
Chol (auch: Choll, Acholl, Agol, A Gol, Akoru) ist ein Dorf im Norden des administrativen Staates Ngaraard (d. h. ein Verwaltungsgebiet) im Inselstaat Palau im Pazifik.

## Geographie
Das Dorf Choll liegt in direkter Nachbarschaft zu Ngriil im Staat Ngarchelong im Norden. Der Ort liegt an einer Engstelle der Insel und hat nur eine kleine Einwohnerschaft. Die Umgebung ist geprägt von dichtem Wald und steilen Hügeln. Eine Straße wurde erst vor Kurzem angelegt. Das Dorf selbst besteht aus einem langen Strand, der sich an der ganzen Küste entlangzieht. Einige alte Pfade und Plattformen sind erhalten und es gibt einen großen menschengemachten Kanal, der das Dorf mit dem Meer an der Westküste verbindet. Im Zentrum des Dorfes gibt es einen kleinen Marktplatz.

## Bildung
Das Ministry of Education betreibt öffentliche Schulen die nächstgelegene Schule ist die Ngarchelong Elementary School in Ngarchelong. Die einzige weiterführende Schule ist Palau High School in Koror.